# Nandus nebulosus
Nandus nebulosus är en fiskart som först beskrevs av Gray, 1835.  Nandus nebulosus ingår i släktet Nandus och familjen Nandidae. IUCN kategoriserar arten globalt som livskraftig. Inga underarter finns listade i Catalogue of Life.